# Gibsons
För andra betydelser, se Gibson.
Gibsons är en ort i Kanada.   Den ligger i Sunshine Coast Regional District och provinsen British Columbia, i den sydvästra delen av landet, 3 600 km väster om huvudstaden Ottawa. Gibsons ligger 16 meter över havet och antalet invånare är 6 821.
Terrängen runt Gibsons är varierad. Havet är nära Gibsons åt sydost. Trakten är glest befolkad. Gibsons är det största samhället i trakten. 